# Bruno Boche
Bruno "Benno" Boche , född 28 maj 1897 i Berlin, död 1 april 1972, var en tysk landhockeyspelare.
Boche blev olympisk bronsmedaljör i landhockey vid sommarspelen 1928 i Amsterdam.